# Дитя божье
Дитя божье (англ. Child of God) — психологическая драма 2013 года режиссёра Джеймса Франко по мотивам одноимённого романа Кормака Маккарти. Премьера прошла 31 августа 2013 года на 70-м Венецианском кинофестивале.

## Сюжет
Фильм рассказывает историю жизни Лестера Балларда, молодого человека, изгоя общества, который постепенно опускается на социальное дно и деградирует до такой степени, что поселяется в пещере и становится маньяком-некрофилом.

## В ролях
| Актёр             | Роль             |
| ----------------- | ---------------- |
| Скотт Хейз        | Лестер Баллард   |
| Тим Блейк Нельсон | шериф Фейт       |
| Джим Пэррак       | замшерифа Коттон |
| Джеймс Франко     | Джерри           |